# Бриньковська (станиця)
Бриньковська — станиця в Приморсько-Ахтарському районі Краснодарського краю. Центр Бриньковського сільського поселення.
Населення — 4,8 тис. мешканців (2002).

## Географія
Розташована на східному березі солоного Бейсузького лиману Азовського моря, у болотистих низов'ях Бейсуга, за 30 км на схід від Приморсько-Ахтарська, у степовій зоні. Найближча залізнична станція розташована в станиці Ольгинська, за 12 км південно-західніше.
Нерестова станція.

## Історія
Козачий рибальський хутір (селище) Бриньковський з'явився в 1840-х роках , названо на честь генерала Бринька, померлого у цьому районі під час суворовських походів. Станиця з 1855.. За часів Радянської влади була відома величезними фруктовими садами, виноградниками, і бахчою.

## Адміністративний устрій
Станиця Бриньковська з селом Лиманним і хутором Тамаровським утворюють Бриньковське сільське поселення.